# Amelia Etlinger
Amelia Etlinger (1933-1987) fue una artista estadounidense unida al movimiento Fluxus, la poesía visual y la comunidad italiana Poesie Vivisa. 

## Biografía
Nació en Nueva York en 1933 y murió en Clifton Park en 1987. Sus obras se pueden encontrar en la biblioteca de la Universidad de Buffalo, en la colección Jean Marron del Museo Getty, en el archivo del Museo di Arte Moderna e Contemporanea di Trento e Rovereto, y los libros raros de la Biblioteca Pública de Nueva York.